# Елерон (БПЛА)
«Елерон» — комплекс ближньої дії повітряної розвідки та спостереження з безпілотними літальними апаратами, розроблений російським підприємством ЕНІКС.
«Елерон» є базовою моделлю подальшої модернізації. Називається також Т-23 «Елерон».

## Призначення
«Елерон» призначений для спостереження наземної обстановки та об'єктів з повітря. Розробку завершено 2003 року компанією «ЕНІКС». Має кілька модифікацій.

## Склад комплексу
До складу комплексу входять:
- пусковий пристрій — Т23П;
- безпілотний літальний апарат (БПЛА) — Т23Е;
- портативна наземна станція управління (НСУ) — Т23У.

БПЛА сконструйований складним, що надає можливість його зберігання в контейнері розмірами не більше ніж 0,9×0,5×0,12 метра. Оснащений електричним двигуном зі штовхаючим гвинтом, встановлено стабілізовану ТВ систему, цифрову фотокамеру і передавальну апаратуру.
Зліт БПЛА відбувається за допомогою гумової катапульти, яка забезпечує апарату необхідну злітну швидкість, посадка здійснюється з використанням парашутної системи з висот від 30 метрів. Дрон передає на станцію управління телевізійне зображення в реальному часі та дані про поточне місцеперебування, висоту, швидкість і курс польоту, а також рівень заряду бортової батареї. Оператор має можливість переглядати передане відеозображення та змінювати маршрут польоту дрона.
Комплекс передбачає обслуговування розрахунком із двох осіб.
Комплекс може використовуватись днем при швидкості вітру до 15 м/сек. температурі від мінус 30 до плюс 45 градусів та відносній вологості 98 %. У 2007 році прийнятий на постачання МНС Росії. Співробітниками МНС використовується для виявлення лісових та ландшафтних пожеж, при виникненні різних НС та для пошуку зниклих людей.

## ТТХ
- Розмах крила, м: 1,47
- Довжина, м: 0,45
- Діапазон робочих температур, ° C: -30 … +45.
- Маса, кг: 3,4
- Цільове навантаження (цифрова фотокамера, 10Х відеокамера, ІЧ-камера)
- Тип двигуна — електродвигун
- Швидкість польоту, км/год: 65 — 105
- Тривалість польоту, год: 1,25
- Статична стеля, м: 3000
- Режими польоту — автономне, напівавтономне, утримання об'єкта в кадрі, обліт точки, прохід над точкою, автоматичне повернення.